# Грмовац
44° 51′ 11″ С; 20° 09′ 27″ И / 44.853030° С; 20.157477° И
Грмовац је насеље у Угриновцима, које се налази у београдској општини Земун.
Насеље је формирано 1996/1997. године када је тадашњи председник општине Земун, Војислав Шешељ, продао земљу за релативно ниску цену избеглицама из Хрватске после операције „Олуја” 1995. године. Око 3.000 плацева је продато иако подручје није било намењено за урбану градњу и нема развијену инфраструктуру, због чега је грађено само 600 кућа, од којих половина није до краја изграђена.
Године 2006, ситуација насеља се побољшала. Уведена је струја крајем те године, изграђен асфалтни пут до насеља и уведена аутобуска линија 606 (Грмовац—Сурчин).
Године 2010, у насељу је завршена изградња Цркве Светог Илије, а 2011. је изграђена дистрибутивна водоводна мрежа.
У насељу нема вртића ни основних школа, што становницима живот чини отежаним.